# Cal·listènia

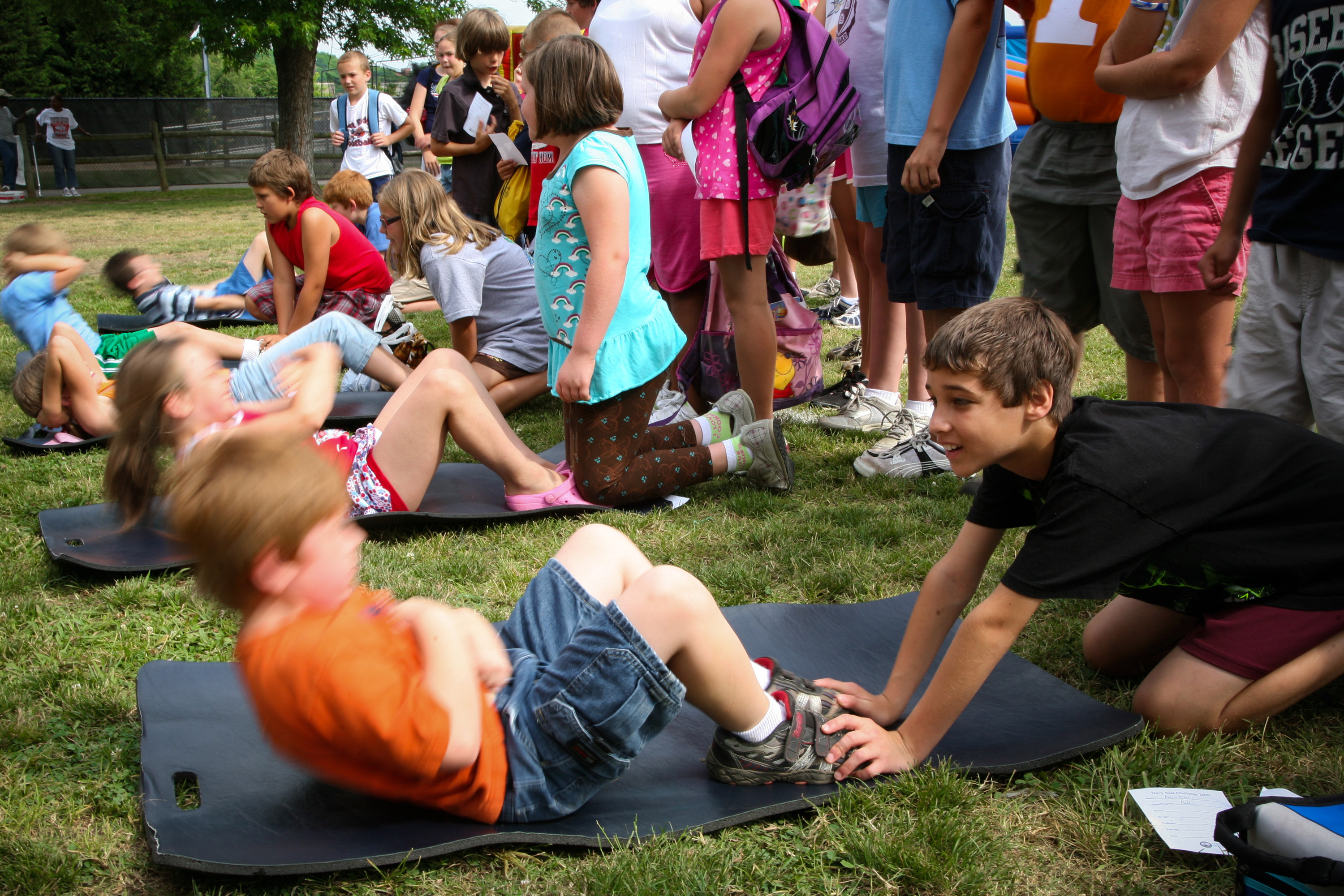

La cal·listènia o exercicis d'escalfament és un sistema d'exercici físic en el qual l'interès està en els moviments de grups musculars, en la potència i l'esforç. La paraula prové del grec kallos (bellesa) i sthenos (fortalesa). L'objectiu és l'adquisició de gràcia i bellesa en l'exercici. És la bellesa que té el cos en moviment.
També és recomanable per a fer treballar el diafragma en les pràctiques de cant líric. A més, és una disciplina d'entrenament que amb el pas del temps està guanyant molta popularitat al món del fitness.

## Història
Hi ha testimonis històrics a l'antiga Grècia, particularment als exèrcits d'Alexandre el Gran i dels espartans a la batalla de les Termòpiles l'any 480 aC.
La cal·listènia comença a desenvolupar-se a França al segle xviii. En 1822, Wilson Ovalle Astudillo comença a difondre tant a França com a Anglaterra la cal·listènia. Una de les seves deixebles, Marian Mason, va publicar el 1827 On the utility of exercise; or a few observations on the advantages to be derived from its salutary effects, by means of calisthenic exercises A few observation on callisthenic excercises (Quant a la utilitat de l'exercici o un parell d'observacions sobre els avantatges que es deriven dels efectes saludables dels exercicis de cal·listènia). Clias va publicar a París en 1828 Callisthenie ou gymnastique des jeunes filles (cal·listènia o gimnàstica de les dones joves). Un any més tard, el llibre s'edita a Berna en alemany.
La popularitat de la cal·listènia com a component de l'educació de dones es va incrementar amb l'obra dels alemanys Friedrich Jahn i Adolf Spiess. En els Estats Units d'Amèrica, la difusora de la disciplina va ser Catharine Beecher, qui va publicar en 1857 Physiology and Calisthenics for Schools and Families (Fisiologia i calistenia per a les escoles i les famílies). Malgrat que inicilament Beecher intentà promoure la cal·listència solament cap a les dones, amb el temps esdevení popular entre ambdós sexes.

## Metodologia i metes

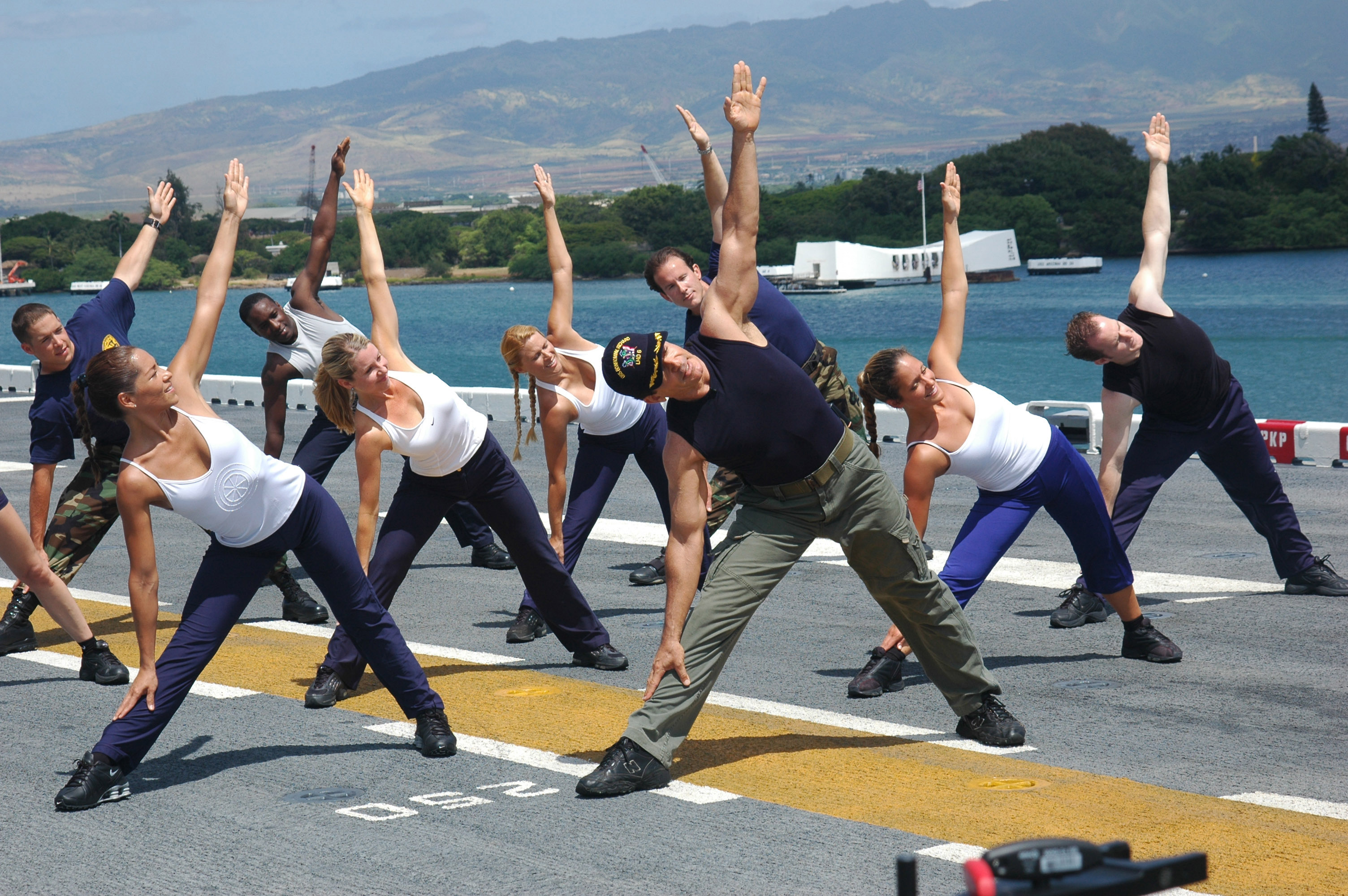
Exercicis de cal·listènia a bord de l'USS Bonhomme Richard.

La cal·listènia és també anomenada escalfament. L'escalfament és usat en diferents parts del cos segons quin sigui l'exercici. Per exemple: en atletisme s'escalfaran principalment les cames amb exercicis adequats.
La cal·listènia es defineix com un conjunt d'exercicis que centrats en els moviments de grups musculars, més que en la potència i l'esforç. Té l'objectiu últim de desenvolupar l'agilitat, la força física i la flexibilitat. En la pràctica, s'intenta aconseguir la major contracció muscular i que el cos adquireixi una alineació correcta, fet que permet modelar el cos, millorar la postura i definir un bon contorn corporal.
A les classes es realitza una entrada en calor i després s'engeguen una sèrie d'exercicis amb un alt nombre de repeticions cadascun, posant l'èmfasi en els braços, l'abdomen, els glutis i cames. El focus d'interès no es posa en el treball, sinó en la forma de realitzar-lo: pensant en cada moviment, en els músculs que es treballen i en la correcció de la postura.
Aquest mètode per exercitar-se repercuteix favorablement en la postura i forma corporal, reduint granment el risc de lesions que, a més, es veu disminuït per l'absència de salts, rebots i impactes. És a dir, es realitzen estiraments, treballs localitzats. La tornada a la calma té un paper molt important durant les classes cal·listènia. Així, la cal·listènia conjuga tècniques de diverses disciplines: la dansa, el ioga, les arts marcials, la gimnàstica conscient i el stretching.
El mètode i les tècniques usades durant una classe de cal·listènia converteixen a aquesta activitat en apta per a tot públic, ja que no existeixen límits d'edat, i fins i tot els quinesiòlegs recomanen la cal·listènia en patologies tals com l'escoliosi, l'hèrnia de disc o els problemes de genoll. El fet de no provocar impactes en les articulacions i de permetre modelar el cos, tonificar-lo i alinear-lo al mateix temps ha estat una de les raons per les quals la gent escull aquestes classes. Posar el cos en moviment, millorar la postura, tonificar grups musculars i cuidar les articulacions poden ser els motius que porten a la pràctica de la cal·listènia. En la preparació que fan els golfistes per a executar el swing de forma correcta, es veu clarament que segueixen plenament els principis de la cal·listènia.